# HKC
HKC (Hardinxveldse Korfbal Club) is een Nederlandse korfbalvereniging uit Hardinxveld-Giessendam

## Korte geschiedenis
HKC is opgericht in 1935. Al vrij snel na oprichting begon de Tweede Wereldoorlog en werd sport in het algemeen wat lastiger.
Toen de oorlog voorbij was sloot de club zich aan bij de Christelijke korfbalbond, de CKB. Tot en met 1970 waren er 2 korfbalbonden in Nederland, de CKB en de NKB, waarvan de NKB verreweg het grootste was.
In 1963 haalde HKC voor het eerst in de clubgeschiedenis de hoogste poule binnen de CKB, namelijk de Hoofdklasse. Toen in 1970 de 2 bonden fuseerden naar het huidige KNKV werden de clubs opnieuw ingedeeld. Op dat moment werd HKC ingedeeld in de 2e klasse.

## Recente geschiedenis

### Zaal
In 2023 werd HKC kampioen in de Korfbal League 2. Hierdoor zullen zij voor de eerste keer in de clubgeschiedenis deelnemen aan de Korfbal League, vanaf seizoen 2023-2024.
In hun eerste seizoen in de KL wist HKC zich te handhaven, echter in seizoen 2024-2025 niet. De ploeg degradeerde na 2 seizoenen op het hoogste niveau, terug naar de Korfbal League 2.

### Veld
In de veldcompetitie gebeurde hetzelfde; vanaf veldseizoen 2023-2024 speelt HKC op het hoogste niveau veldkorfbal, namelijk de Ereklasse.

## Bekende (oud) spelers
- Richard Kunst
- Danny den Dunnen
- Nadhie den Dunnen
- Lieneke Pries